# 麻栗坡油丹
麻栗坡油丹（学名：Alseodaphne marlipoensis），为樟科油丹属下的一个种。产云南东南部。生长在山谷常绿阔叶林中，海拔达1350米。